# مستر بيرفكت
كيرت هينينج (بالإنجليزية: Curt Hennig) (28 مارس 1958 - 10 فبراير 2003) كان مصارع أمريكي محترف معروف أكثر بأسم مستر بيرفكت كان أول ظهور له في عام 1980 وبعدها سجل في اتحاد دبليو دبليو أي عام 1982 . وهو والد المصارع كورتيس اكسل

## روابط خارجية
- مستر بيرفكت على موقع IMDb (الإنجليزية)
- مستر بيرفكت على موقع ميوزك برينز (الإنجليزية)
- مستر بيرفكت على موقع قاعدة بيانات الفيلم (الإنجليزية)
- مستر بيرفكت على موقع دبليو دبليو إي (الإنجليزية)
- مستر بيرفكت على موقع WrestlingData.com (الإنجليزية)
- مستر بيرفكت على موقع CageMatch worker (الإنجليزية)
- مستر بيرفكت على موقع قاعدة بيانات المصارعة على الإنترنت (الإنجليزية)
- مستر بيرفكت على موقع عالم المصارعة على الإنترنت (الإنجليزية)
- مستر بيرفكت على موقع عالم المصارعة على الإنترنت (الإنجليزية)

- WWE Hall of Fame profile
- Online World of Wrestling profile
- SLAM! Sports obituary
- "مستر بيرفكت". فايند أغريف. اطلع عليه بتاريخ 2010-08-28.